# 凯特·希金斯
凱薩琳·達維斯·希金斯（英語：Catherine Davis Higgins，1969年8月16日—），通稱為「凯特·希金斯」，是一位美國女配音員、歌手及爵士鋼琴家，她最為出名的配音為《火影忍者》的春野櫻、《刺猬索尼克系列》的法蘭琪·斯坦（Frankie Stein）、《超级马力欧系列》的波琳、《生化危機6》的黛波拉·哈柏（Deborah Harper）以及《芭比之夢想豪宅》的芭比。

## 簡介
希金斯出生於于維珍尼亞州的夏律第鎮，1991年获得奧本大學音乐学位。 她也是一位训练有素的钢琴家，曾师从爵士乐艺术家鲍勃·理查森（Robert Richardson）。她于2002年以自己的名义发行了第一张爵士乐专辑《The Tide is Low》，第二张爵士专辑《Stealing Freedom》。此外，她还加入了一名为「Upper Structure」的乐队。